# Rjavec, Hodiše
Rjavec (nemško Reauz) je naselje v Občini Hodiše v Okraju Celovec-dežela na Koroškem v Avstriji.